# SuperSpeed 2
Die SuperSpeed 2 ist eine Fähre der Color Line. Wie ihr Schwesterschiff SuperSpeed 1 wurde sie bei der finnischen Werft Aker Yards gebaut. Sie erreicht eine maximale Geschwindigkeit von 27 Knoten. Die SuperSpeed 2 wird seit Juni 2008 auf der Strecke zwischen Larvik (Norwegen) und Hirtshals (Dänemark) eingesetzt.

## Geschichte
Das Schiff wurde am 15. Dezember 2005 gemeinsam mit dem Schwesterschiff SuperSpeed 1 bei Aker Yards bestellt. Das Schiff wurde am 2. August 2007 bei der Werft in Rauma auf Kiel gelegt und am 18. Januar 2008 ausgedockt. Am 5. Juni 2008 wurde das Schiff an den Auftraggeber abgeliefert und am 19. Juni 2008 getauft. Das Schiff nahm am 20. Juni 2008 den Dienst zwischen Hirtshals und Larvik auf und ersetzte die Christian IV. Die Fahrzeit auf der Route verkürzte sich von 6 Stunden (Tagfahrt) bis 11 Stunden (Nachtfahrt) auf 3 Stunden und 45 Minuten. Während die SuperSpeed 1 zwischen Dezember 2010 und Februar 2011 in Finnland umgebaut wurde, bediente das Schiff die Route Larvik – Hirtshals – Kristiansand.
Im März 2014 wurde das Schiff auf der Fayard-Werft mit Wärtsilä-Scrubbern ausgerüstet. Dabei wurden spezielle Scrubber verwendet, die nur sehr wenig Platz beanspruchen und so keine großen Umbauten am Schiff erforderten.

## Ausstattung

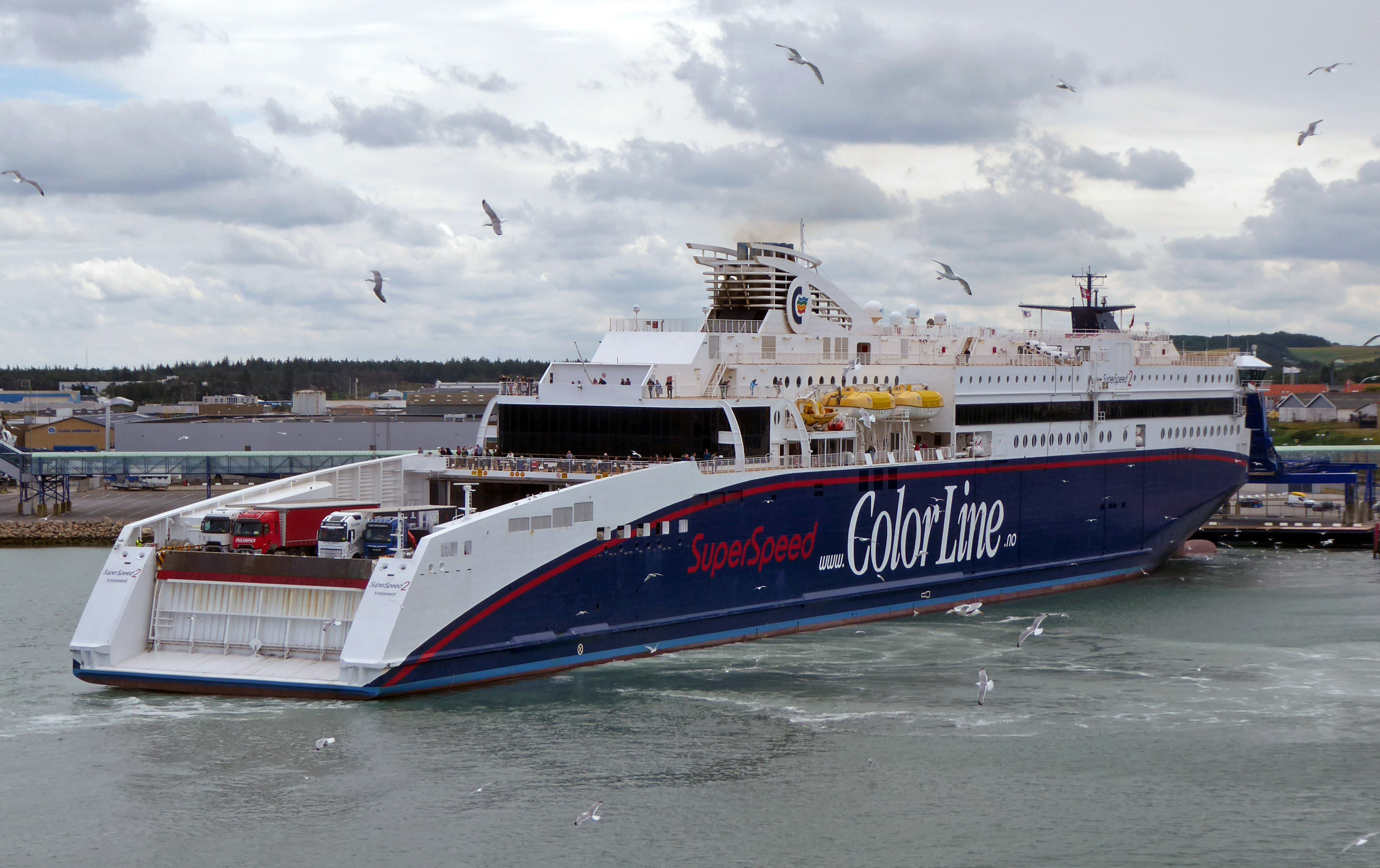
Heckansicht der Superspeed 2 2021 in Hirtshals

Die Ladedecks lassen sich je nach Art und Anzahl der zu transportierenden Fahrzeuge anpassen. Bei 89 LKW oder Bussen finden noch 284 PKW Platz, bei 60 LKW sind es 525 PKW. Wenn nur LKW und Busse transportiert werden sollen, finden 121 Fahrzeuge Platz auf 2030 Spurmetern oder maximal 764 PKW.
An Bord befindet sich ein großes Buffetrestaurant mit kalten und warmen Speisen, die allerdings extra bezahlt werden müssen. Außerdem gibt es ein Café, eine Cafébar und verschiedene Shops. Die Fahrgäste können sich gegen Aufpreis in der Business- oder Voyagerklasse aufhalten. Dort sind in den Rückenlehnen der Bestuhlung Bildschirme für TV und Internet eingebaut. Für LKW-Fahrer stehen 54 Kabinen zur Verfügung.
Die Maschinenanlage besteht aus vier mittelschnelllaufenden Dieselmotoren (Wärtsilä-Motoren vom Typ 9L46) mit je 9.600 kW Leistung bei 500 Umdrehungen pro Minute, die zwei Rolls-Royce-KaMeWa-Propeller antreiben. Als Hilfsmaschinen zur Erzeugen elektrischer Energie dienen vier Wärtsilä-Motoren vom Typ 6L32 mit je 3.000 kW Leistung. Für das sichere Manövrieren z. B. im Hafen von Hirtshals sind zwei Bugstrahlruder mit je 2.400 kW Leistung sowie ein Heckstrahlruder mit 1.200 kW Leistung installiert.